# Škoda
Škoda Auto (pronunciación en checo: [ˈʃkoda]ⓘ) es un fabricante checo de automóviles y una de las cuatro empresas de automóviles más antiguas del mundo. En 1991 se convirtió en una subsidiaria del Grupo Volkswagen.

## Historia

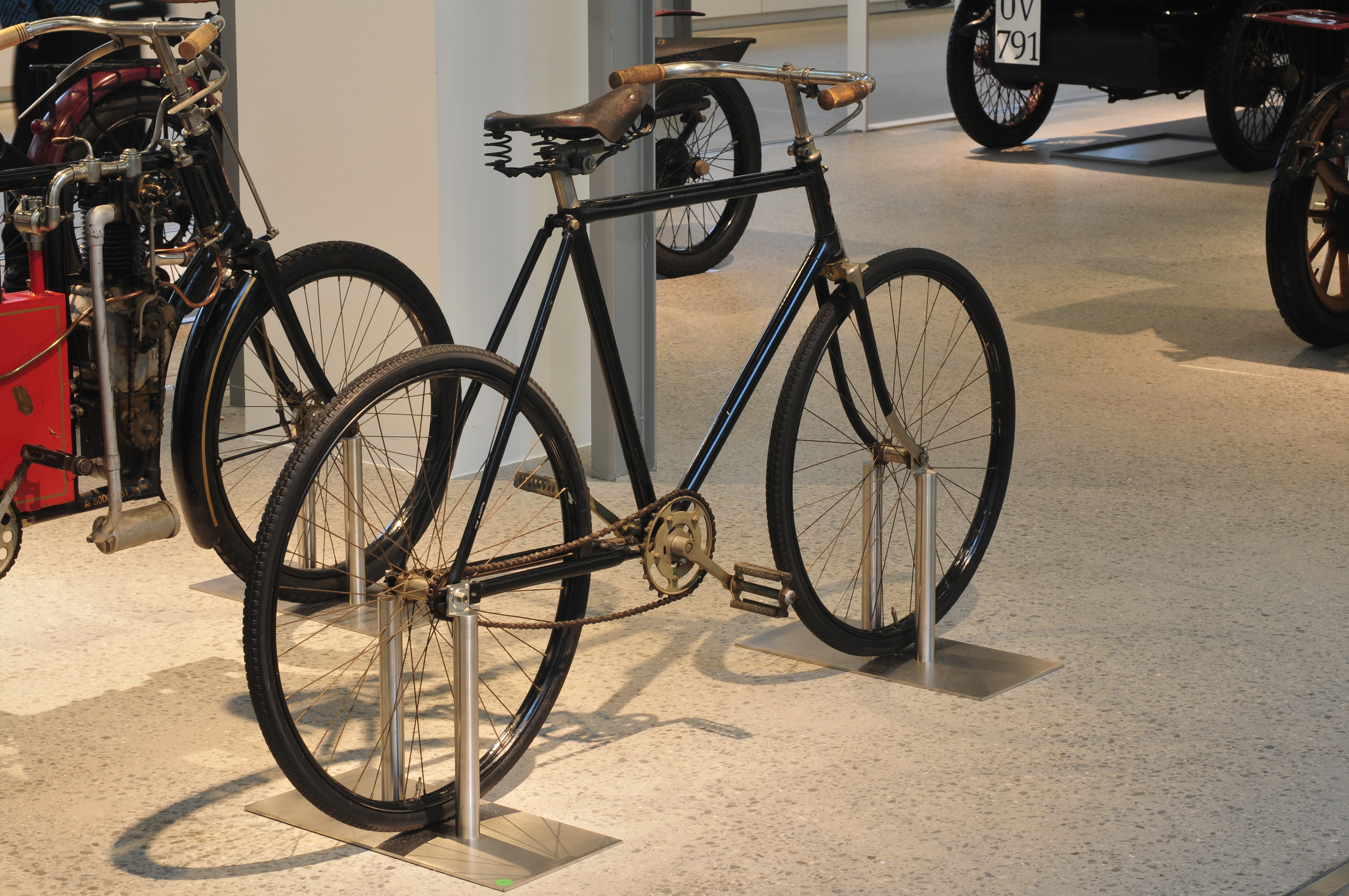
Bicicleta Laurin & Klement de 1890 en el Museo Škoda.

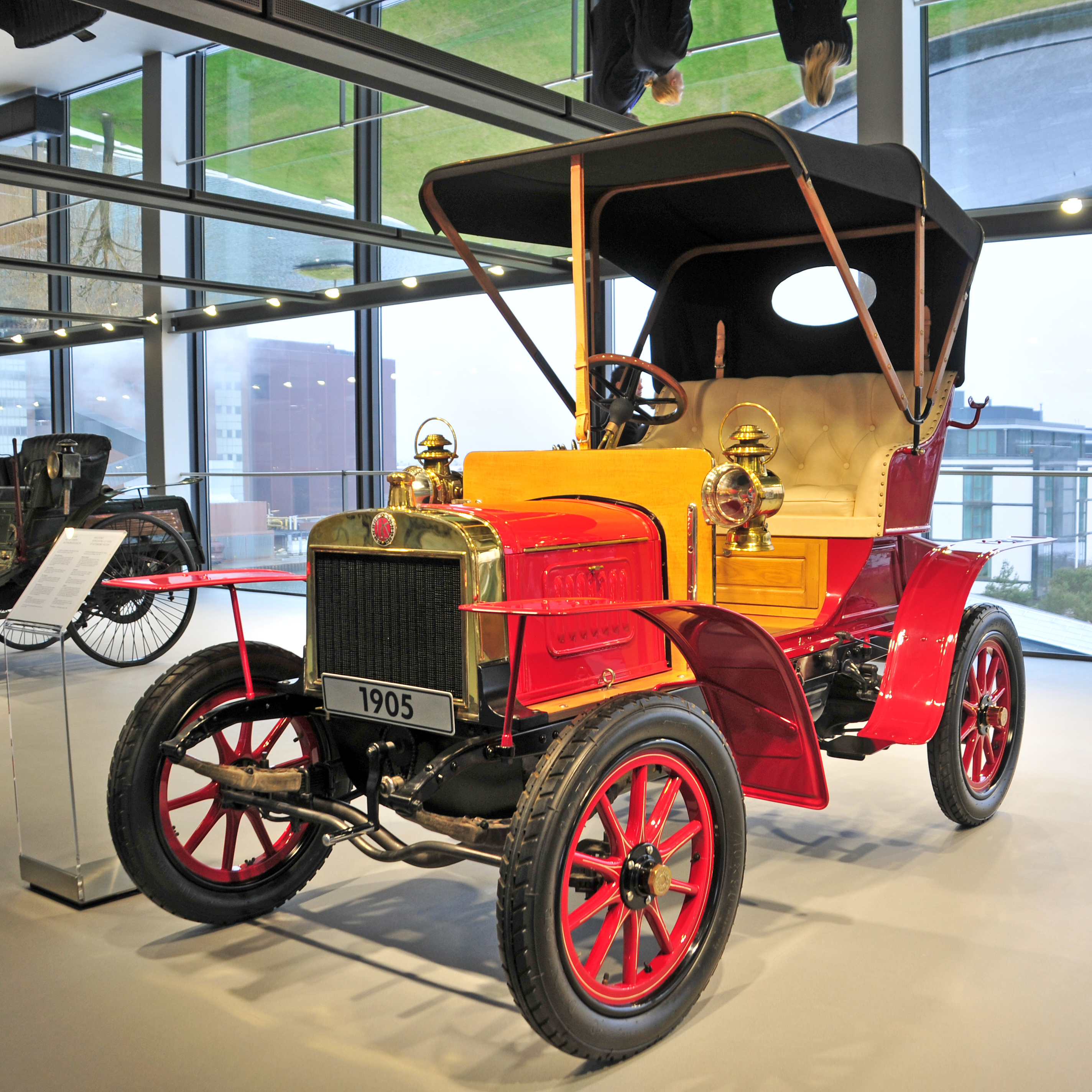
Laurin & Klement A de 1898.

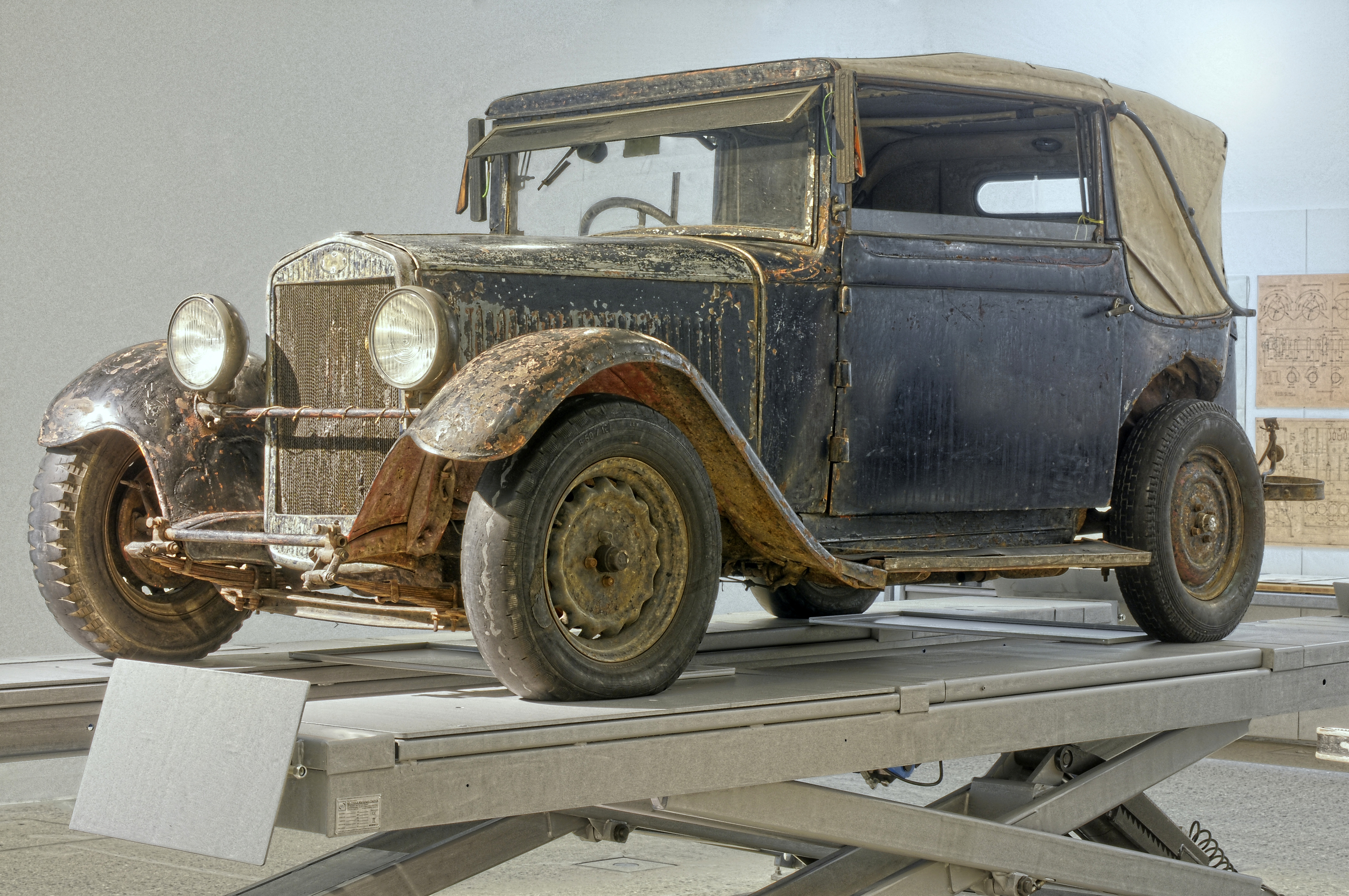
Škoda 422 de 1930.

Los orígenes de Škoda se remontan al principio de los años 1890 comenzando como fabricante de bicicletas. Hacia 1894, un joven de 26 años llamado Václav Klement, que era librero de la ciudad de Mladá Boleslav en la actual República Checa, que en aquel entonces formaba parte del Imperio Austrohúngaro, no pudo conseguir las piezas necesarias para reparar su bicicleta alemana. Klement devolvió su bicicleta a los fabricantes, Seidel y Naumann, con una carta en checo pidiéndoles las piezas necesarias para la reparación, aunque solamente recibió por respuesta una carta en alemán diciendo: "Si quiere una respuesta para su petición, debería intentar escribir en un idioma que entendamos". Klement se sintió disgustado y, aunque no tenía conocimientos técnicos previos, decidió abrir su propia tienda de reparación de bicicletas con la ayuda de Václav Laurin. Abrieron en 1895 en Mladá Boleslav. Laurin ya era un fabricante de bicicletas en la ciudad cercana de Turnov antes de empezar el nuevo negocio con Klement.
En 1898, tras el traslado a la nueva fábrica que habían construido, compraron una motocicleta Werner producida por la empresa francesa Werner Brothers. La primera motocicleta de Laurin y Klement, que tenía el motor ubicado en la horquilla de la rueda delantera, demostró ser peligrosa y nada fiable, el propio Laurin perdió uno de sus dientes en un accidente con esta. A fin de diseñar una máquina más segura y cuya estructura estuviera en torno al motor, ambos escribieron al especialista en ignición alemán Robert Bosch para pedirle consejo sobre un sistema electromagnético diferente. La nueva motocicleta fabricada, de nombre Slavia, hizo su debut en 1899. Un año más tarde, en 1900, la compañía contaba con 32 empleados y la exportación de la Slavia comenzó con 150 motocicletas enviadas a la empresa Hewtson de Londres. Poco después la prensa diaria los denominó como los primeros fabricantes de motocicletas. En 1905 incorporaron a su producción los automóviles.
Su primer modelo, Voiturette A, fue un éxito y la compañía se estableció a nivel del imperio Austrohúngaro e internacionalmente. Durante la Primera Guerra Mundial Škoda se convirtió en una de las mayores fábricas de armamento. Tras la Primera Guerra Mundial la empresa comenzó a producir camiones, pero en 1924, tras varios problemas y un incendio, la compañía buscó un socio. Como resultado surgió Škoda Works, la mayor empresa industrial del Imperio Austrohúngaro y, posteriormente, Checoslovaquia, aunque la mayor parte de la producción seguía bajo el nombre de Škoda. Tras diversos problemas durante la Gran depresión económica, Škoda retomó su éxito con modelos como el Škoda Popular a mediados de los años 1930. Durante la ocupación de Checoslovaquia en la Segunda Guerra Mundial, la producción de la empresa fue parte de Hermann Göring Werke, a fin de añadir soporte al bando alemán.

### Después de la Segunda Guerra Mundial

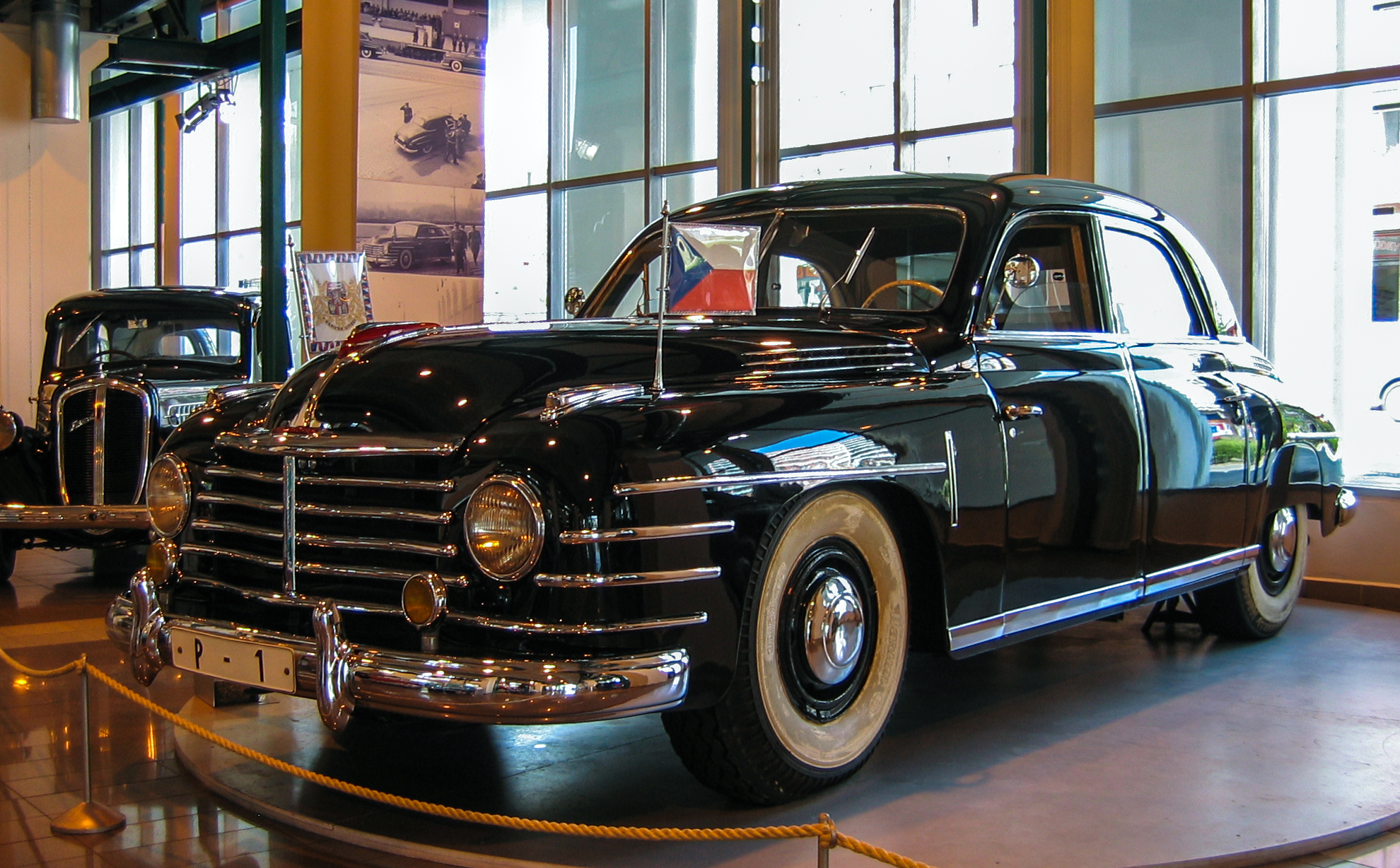
VOS-L.

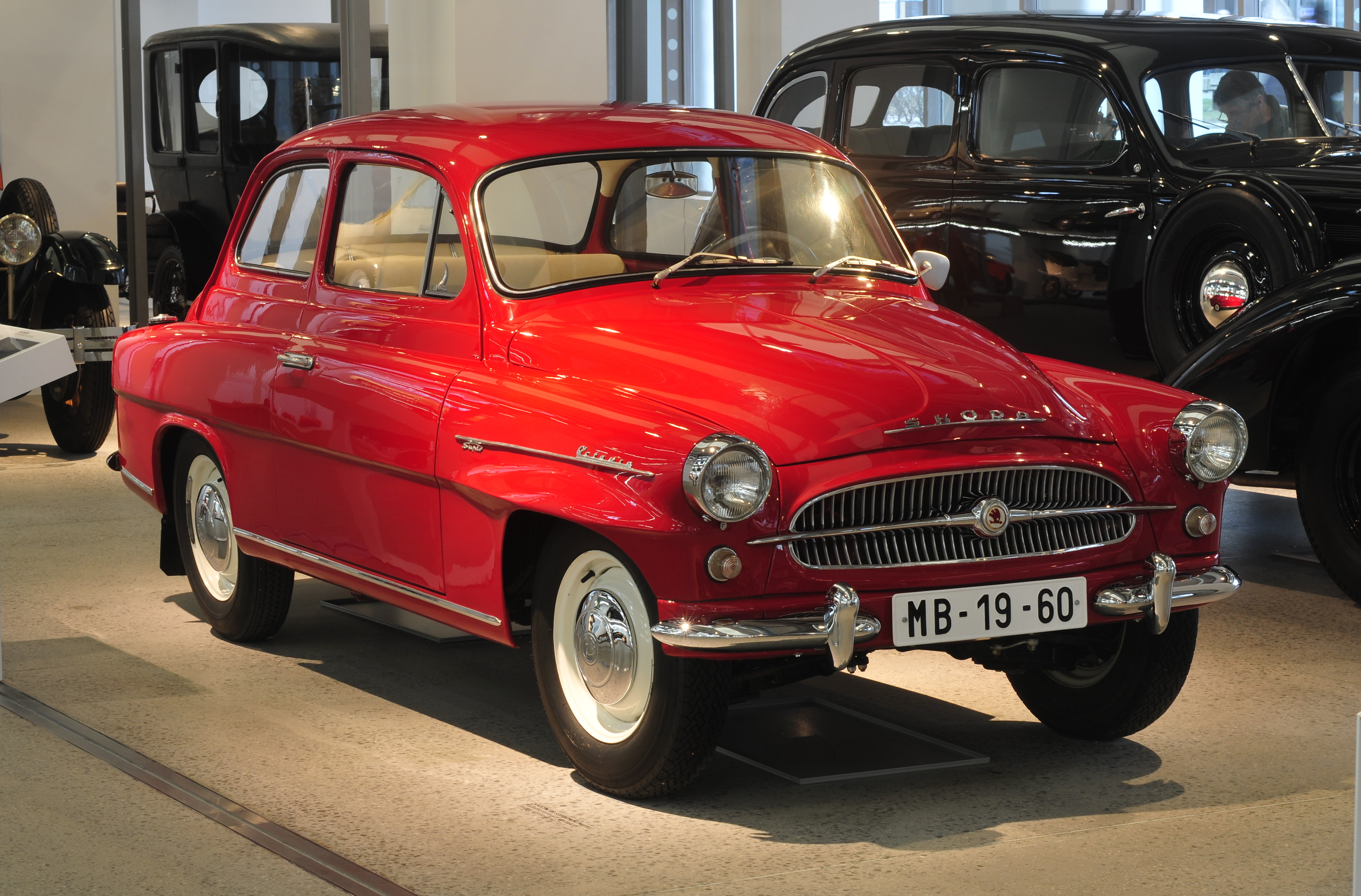
Škoda Octavia Super de 1960.

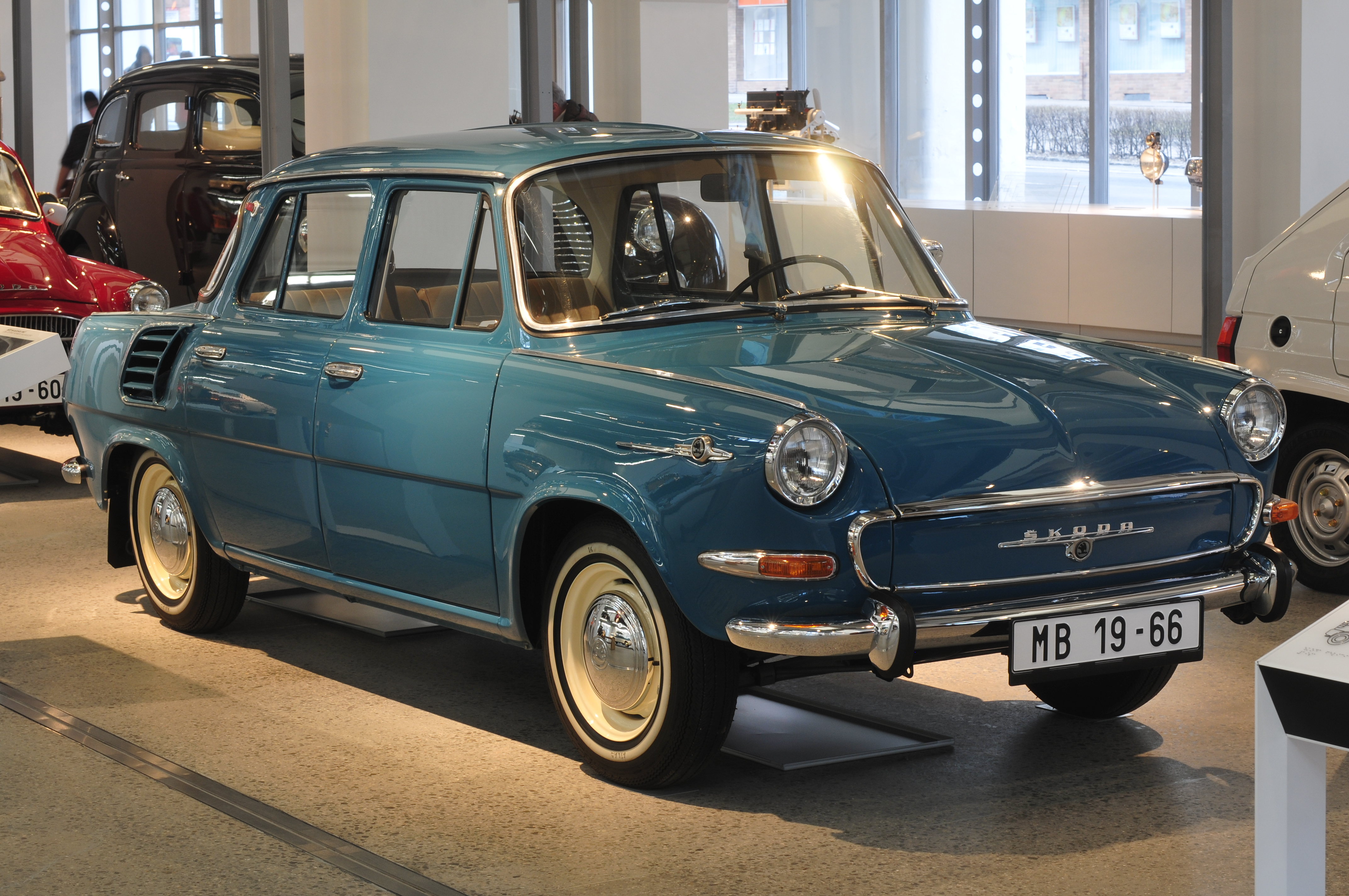
Škoda MB 1000 de 1966.

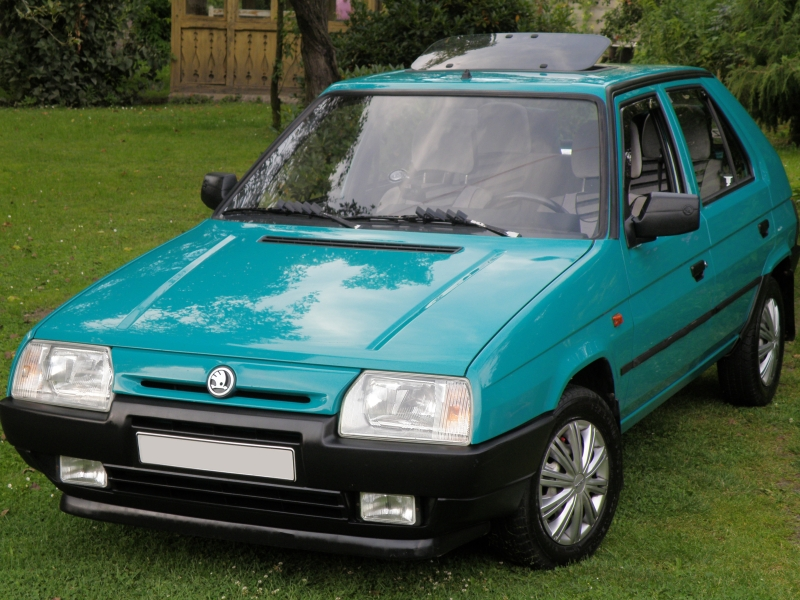
Favorit de 1988-1995.

En julio de 1945, la fábrica de Mladá Boleslav ya había sido reconstruida y la producción del primer coche Škoda tras la Segunda Guerra Mundial se inicia, dando lugar a la serie 1101. Esencialmente se trata de una versión mejorada del Škoda Popular anterior, en el que basa su diseño. En otoño de 1945, Škoda (así como todos los fabricantes importantes) pasó a formar parte de la economía centralizada de la Checoslovaquia comunista. A pesar de las condiciones políticas desfavorables y de perder el contacto con modelos producidos fuera de los países del campo socialista, Škoda siguió teniendo una buena reputación hasta los años 70, produciendo coches como el Škoda 440 Spartak, 445 Octavia, Felicia y Škoda 1000 MB. Škoda ha sido una marca de reconocido prestigio internacional por la fabricación de coches seguros y resistentes.
A finales de los años 1980, Škoda, que entonces se llamaba Automobilové závody, národní podnik, Mladá Boleslav, todavía producía prototipos de los años 1960. Los modelos con el motor trasero se vendían y se comportaban muy bien cuando se enfrentaban a modelos más modernos en carreras como el Rally RAC en los años 1970 y 80, con modelos como el Škoda 105/120, Estelle y Rapid. Así ganaron su categoría del Rally RAC durante 17 años. El motor de 1289 cm³ (1,3 L; 78,7 plg³) producía 130 CV (95,6 kW) y un motor. A pesar de su antigüedad y de ser el objeto de chistes, los Škoda seguían siendo visibles en las carreteras de Europa Occidental y el Reino Unido en los años 1970 y 80.
Se produjeron versiones deportivas para el Estelle y modelos anteriores usando el nombre de versión Rapid. También se produjeron cabrios de capota blanda. Al Rapid se le conocía como el "Porsche de los pobres" y se vendió en abundancia en el Reino Unido durante los años 1980.

"Claro que el hecho de que los Škoda fuesen objeto de burla se debió a su omnipresencia en las carreteras británicas. La compañía debió hacer algo bien…"
Extracto del estudio de la BBC sobre las ventas de Škoda en los años 1980.

El punto de inflexión llegó en 1987 con el Škoda Favorit, cuyo diseño fue responsabilidad de la compañía italiana Bertone. Con algo de tecnología de motor de compañías de Europa occidental, pero todavía usando el característico motor de 1289 cm³ (1,3 L; 78,7 plg³) de Škoda, los ingenieros checos lograron diseñar un coche similar a las producciones occidentales. La diferencia tecnológica todavía existía, pero empezó a reducirse rápidamente. Aunque aún eran objeto de mofa en occidente, los modelos Favorit fueron muy populares en Checoslovaquia y en los países del Bloque del Este. También se vendieron relativamente bien en Europa occidental, especialmente en el Reino Unido, donde se veían como duros y fiables, a la vez que una buena inversión. Sus niveles de acabado fueron mejorando hasta la llegada del Škoda Felicia en 1995.
Durante el tercer cuatrimestre de 2012, reportó ingresos por 7 900 000 000 Kč.

### Subsidiaria del grupo Volkswagen

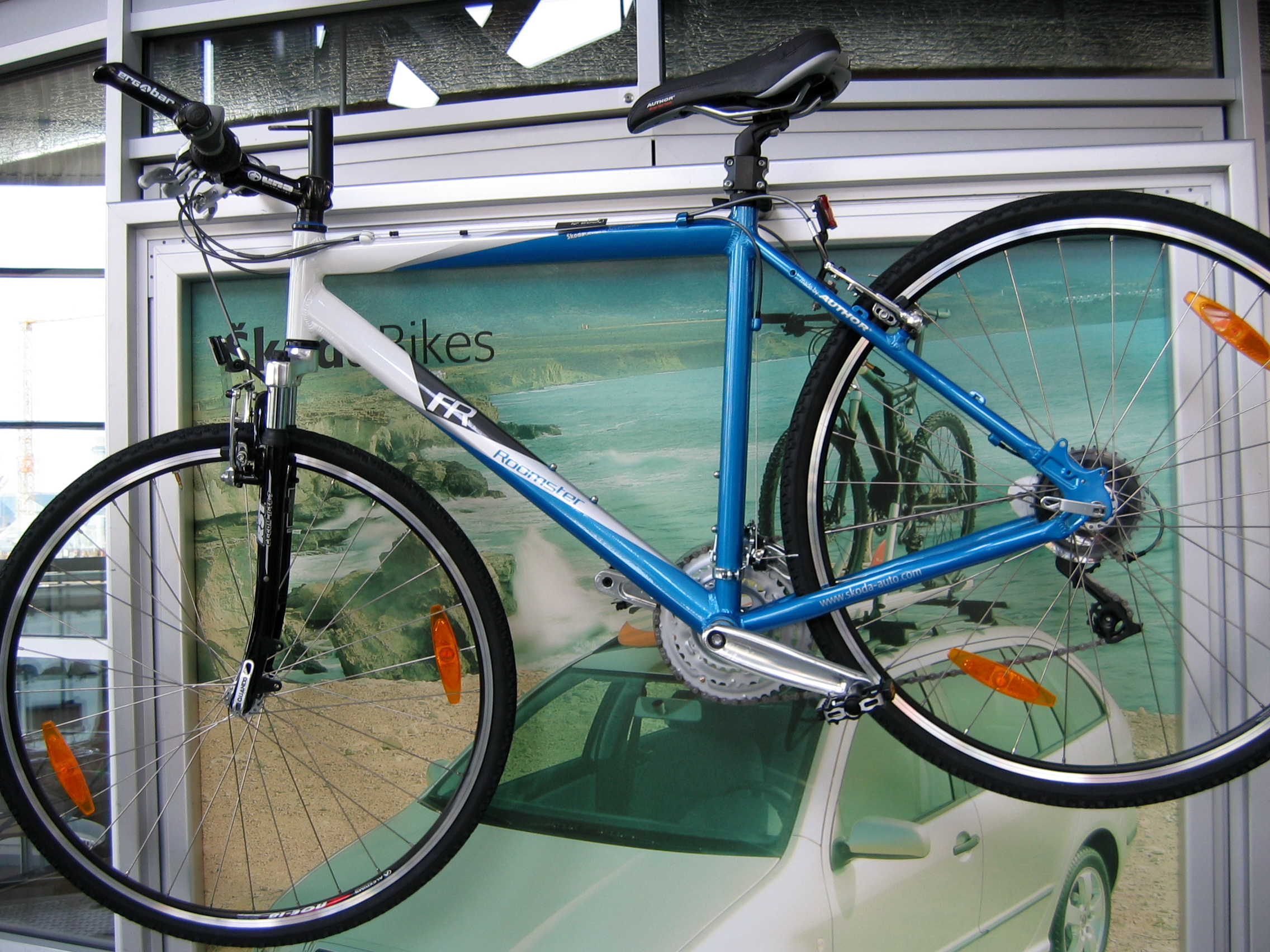
Bicicleta Fahrrad en el Museo Škoda en 2007.

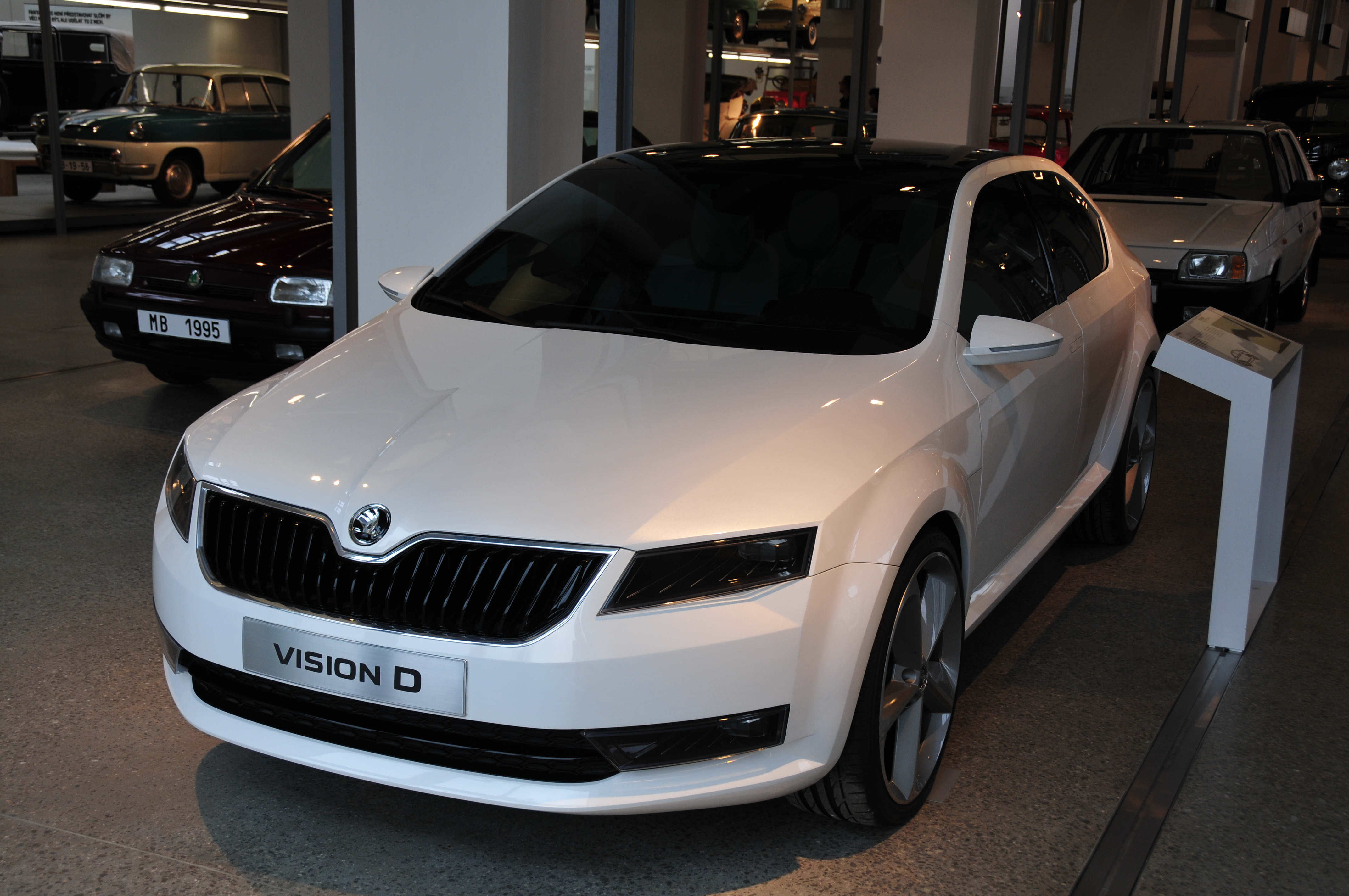
Škoda Vision D de 2011.

La Revolución de Terciopelo trajo grandes cambios políticos y económicos a Checoslovaquia y la mayoría de las industrias se privatizaron. En el caso de Škoda el gobierno decidió traer un socio fuerte del extranjero. Volkswagen fue la elegida en 1990 y en abril de 1991 Škoda se convirtió en la cuarta marca del Grupo Volkswagen.
La disputa fue entre Volkswagen y el fabricante francés Renault, que perdió porque su plan estratégico no incluía la producción de modelos de segmentos superiores en las fábricas de la República Checa, sino producir el Renault Twingo en las fábricas checas de Škoda.
El diseño de estilo e ingeniería ha mejorado enormemente gracias al apoyo y las inversiones de VW. El modelo Felicia de 1995 todavía está basado en la plataforma del Favorit, pero la mejora en calidad consiguió que el modelo fuese un éxito en Chequia. Los modelos posteriores Octavia y Fabia consiguieron abrirse camino en el exigente mercado de la Unión Europea. Se construyeron en las mismas plataformas que los otros modelos del Grupo Volkswagen: el Octavia comparte estructura con el Volkswagen Golf, el Audi A3 y el SEAT León, y el Fabia lo hace con el Volkswagen Polo y SEAT Ibiza. 
La percepción de Škoda en Europa occidental ha cambiado completamente. A medida que el desarrollo técnico avanzaba y salían nuevos modelos más atractivos al mercado, la imagen de Škoda empezó a mejorar. En el Reino Unido el cambio llegó con la campaña "It is a Škoda, honest" ("Es un Škoda, en serio") que empezó a principios de 2000. En un anuncio de 2003 en la televisión británica, un nuevo empleado en la cadena de producción está poniendo insignias de Škoda en el cofre de los coches. Cuando se acercan los modelos más recientes de la marca para ser ensamblados, el trabajador se sorprende y no les coloca los logos, pensando que son demasiado lindos para ser Škoda. Esa campaña publicitaria arriesgada, por enseñar el propio problema de imagen de Škoda, funcionó y logró aumentar las ventas de la marca en ese país.
Škoda tiene plantas de fabricación y ensamblaje incluyendo la de Sarajevo, Bosnia-Herzegovina, o la planta en la ciudad de Aurangabad (Maharashtra) en el estado oeste de la India de Maharashtra. En los últimos años, se presentaron dos modelos nuevos: la segunda generación del Fabia, y el Škoda Roomster, que es una furgoneta pequeña. En 2008, se tenía previsto el lanzamiento de la segunda generación del Škoda Superb y un rediseño del Octavia. También se mostró un prototipo de automóvil en el Salón del Automóvil de París de 2006. El Joyster es un automóvil pequeño con carrocería hatchback de tres puertas para gente joven.
El 22 de noviembre de 2006, la compañía alcanzó el objetivo esperado de producir 500 000 coches en un año por primera vez en su historia, ya que en 2005 la compañía había producido 494 637 coches. Así, 2006 se cerró habiendo producido 550 000 unidades.

### En competición
Škoda participó en el Campeonato Mundial de Rally con el equipo oficial Skoda Motorsport desde 1999 hasta el año 2005, con el Škoda Octavia WRC y el Škoda Fabia WRC. En 2006 también participó, pero formando parte de un equipo privado. Al poco de su abandono del Mundial de Rallyes la marca checa se ha centrado en el desarrollo de un vehículo de la nueva categoría Super 2000, el Fabia S2000, con el que participa de forma oficial en el Intercontinental Rally Challenge, además de la participación de distintos equipos privados en campeonatos nacionales o en el Campeonato Mundial de Rally de Automóviles de Producción.

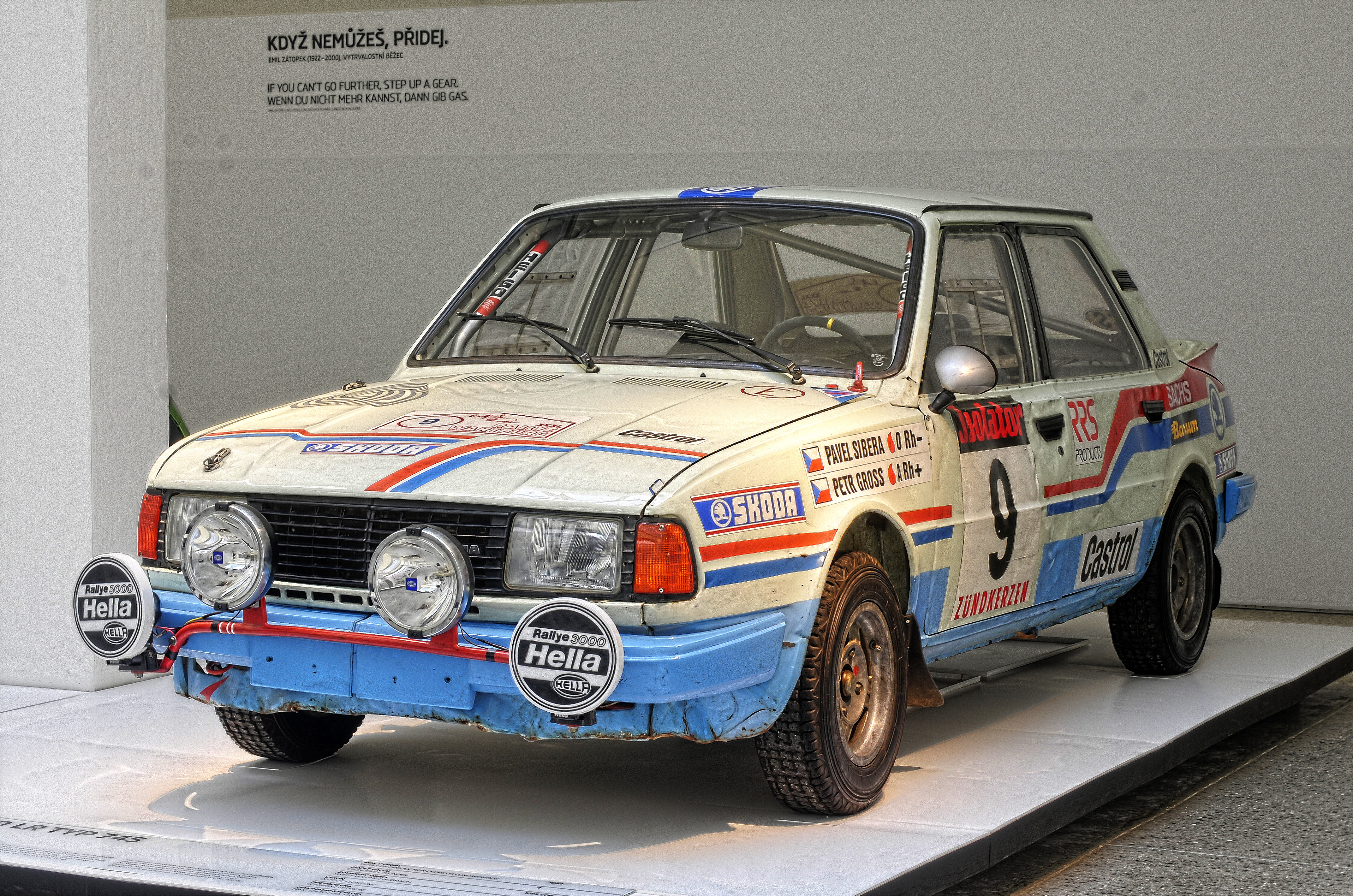
Škoda 136 LR de 1984.
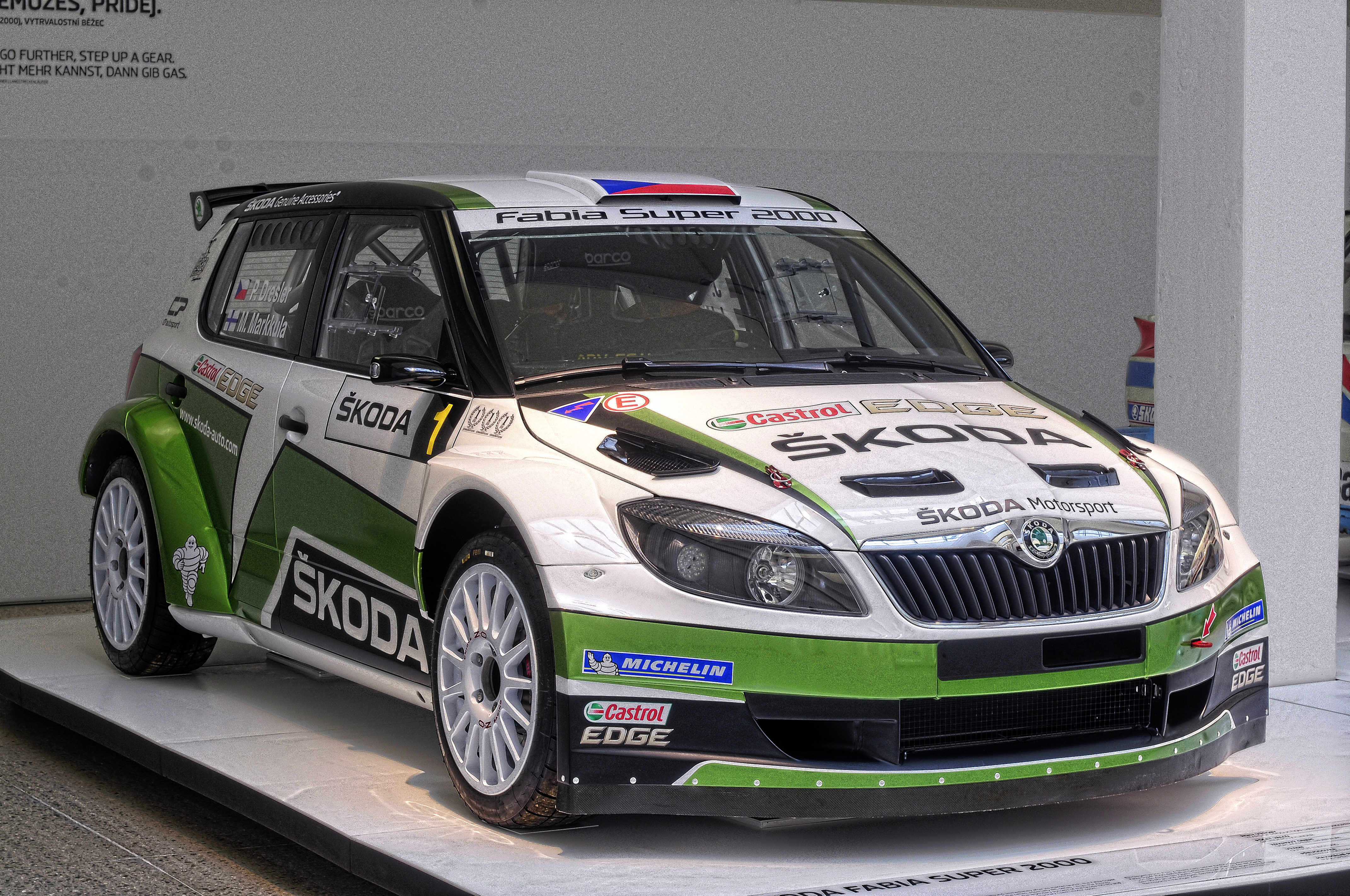
Škoda Fabia Super de 2000.
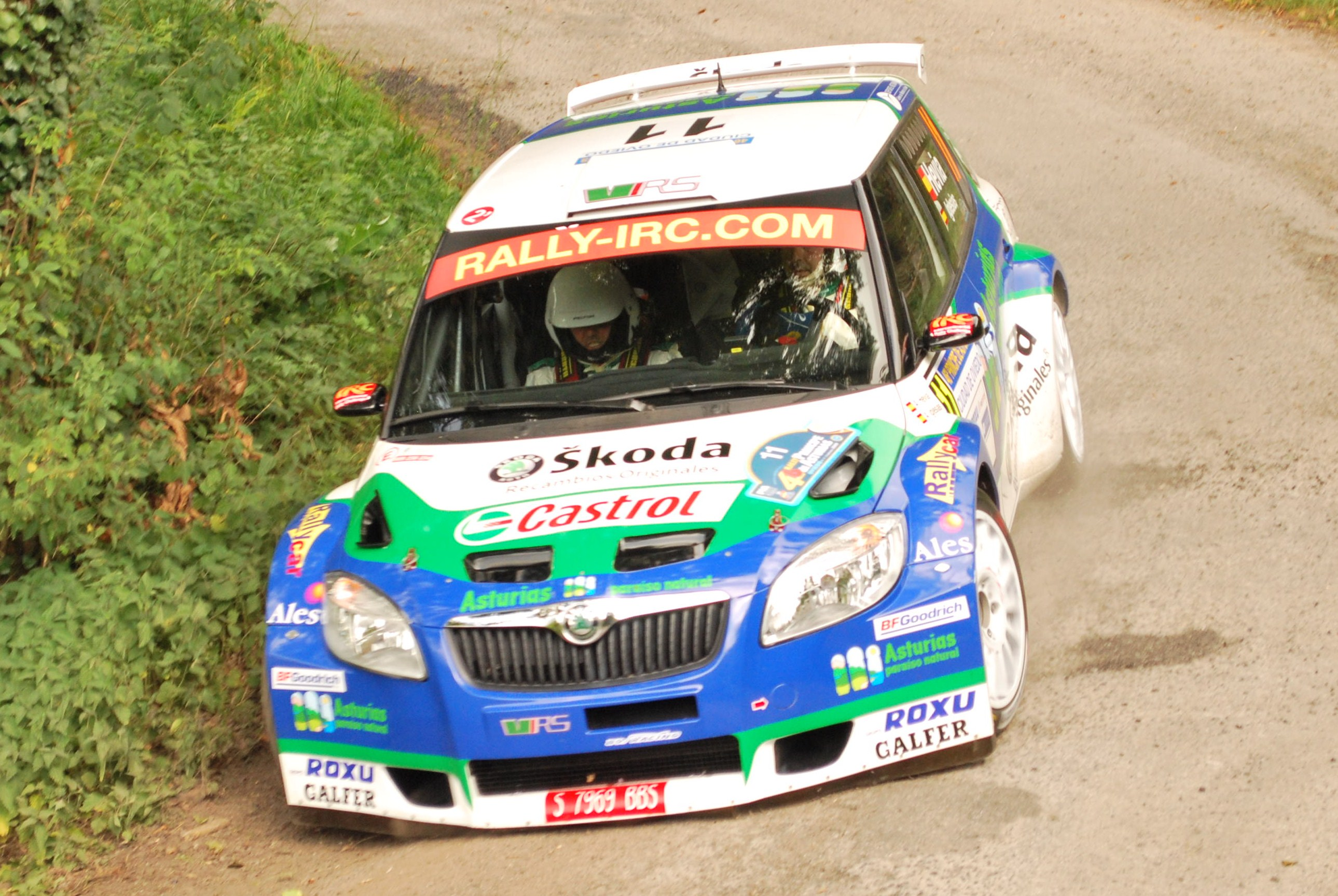
Alberto Hevia en el Rallye Príncipe de Asturias de 2009.

## Fábricas de vehículos Škoda
| Localización    | Ciudad                        | Productos                                                                                  | Empleados                |
| --------------- | ----------------------------- | ------------------------------------------------------------------------------------------ | ------------------------ |
| República Checa | Mladá Boleslav (sede central) | Fabia, Octavia, motores, cajas de cambio, chapa, chasis                                    | 24,936 (totales en 2012) |
| República Checa | Kvasiny                       | Superb, Yeti, Karoq, Kodiaq SEAT Ateca.                                                    | n/a                      |
| República Checa | Vrchlabí                      | Transmisiones                                                                              | n/a                      |
| Eslovaquia      | Bratislava                    | Citigo, SEAT Mii, Volkswagen up!, Rapid Europa, SEAT Toledo IV, montaje de cajas de cambio | 8,257                    |
| China           | Anting                        | Fabia, Octavia, Superb, Rapid China                                                        | 23,992                   |
| India           | Aurangabad Shendra            | Octavia, Superb, Yeti                                                                      | 1,130                    |
| India           | Chakan                        | Fabia, Rapid indio                                                                         | 3,915                    |

## Gama de modelos

### Modelos anteriores
- 100/110
- 105/120/130
- 1000 MB
- Favorit
- Felicia
- Roomster
- Yeti
- Rapid

### Modelos actuales
| Fabia   |  | Urbano            | Hatchback 5 puertas                                   |
| Scala   |  | Familiar compacto | Sportback (hatchback de 5 puertas)                    |
| Octavia |  | Familiar          | Liftback (hatchback de 5 puertas) o Combi (5 puertas) |
| Superb  |  | Ejecutivo         | Liftback (5 puertas) y Combi (5 puertas)              |

| Kamiq  |  | Urbano             | 5 plazas    |
| Karoq  |  | Camioneta compacta | de 5 plazas |
| Kodiaq |  | Camioneta grande   | 7 plazas    |
| Enyaq  |  | Camioneta grande   | Eléctrico   |

### Modelos prototipos
- Tudor
- Fabia RS 2000
- Yeti cabrio
- Joyster Concept
- vision D
- Mision L
- Rapid Sport
- Vision C

## Logotipo
En 1923 se registraron dos marcas diferentes en la Oficina de Innovación y Registro de Modelos de Plzeň. El primero representaba una flecha alada apuntando hacia la derecha con cinco plumas en un círculo y el segundo era una flecha alada con tres plumas. La famosa flecha alada con tres plumas todavía forma el logotipo de Škoda en la actualidad. El texto ŠKODA se añadió al logotipo en 1936. La flecha representa la velocidad, las alas el progreso y la libertad, el ojo la precisión y el círculo la unidad, la integridad, el mundo y la armonía. La historia cuenta que, en sus viajes por los Estados Unidos Emil Škoda una vez quedó tan prendado del tocado de plumas de un nativo americano que había regresado a Pilsen con una imagen en relieve que inspiró el logo.